# Christof Angermair

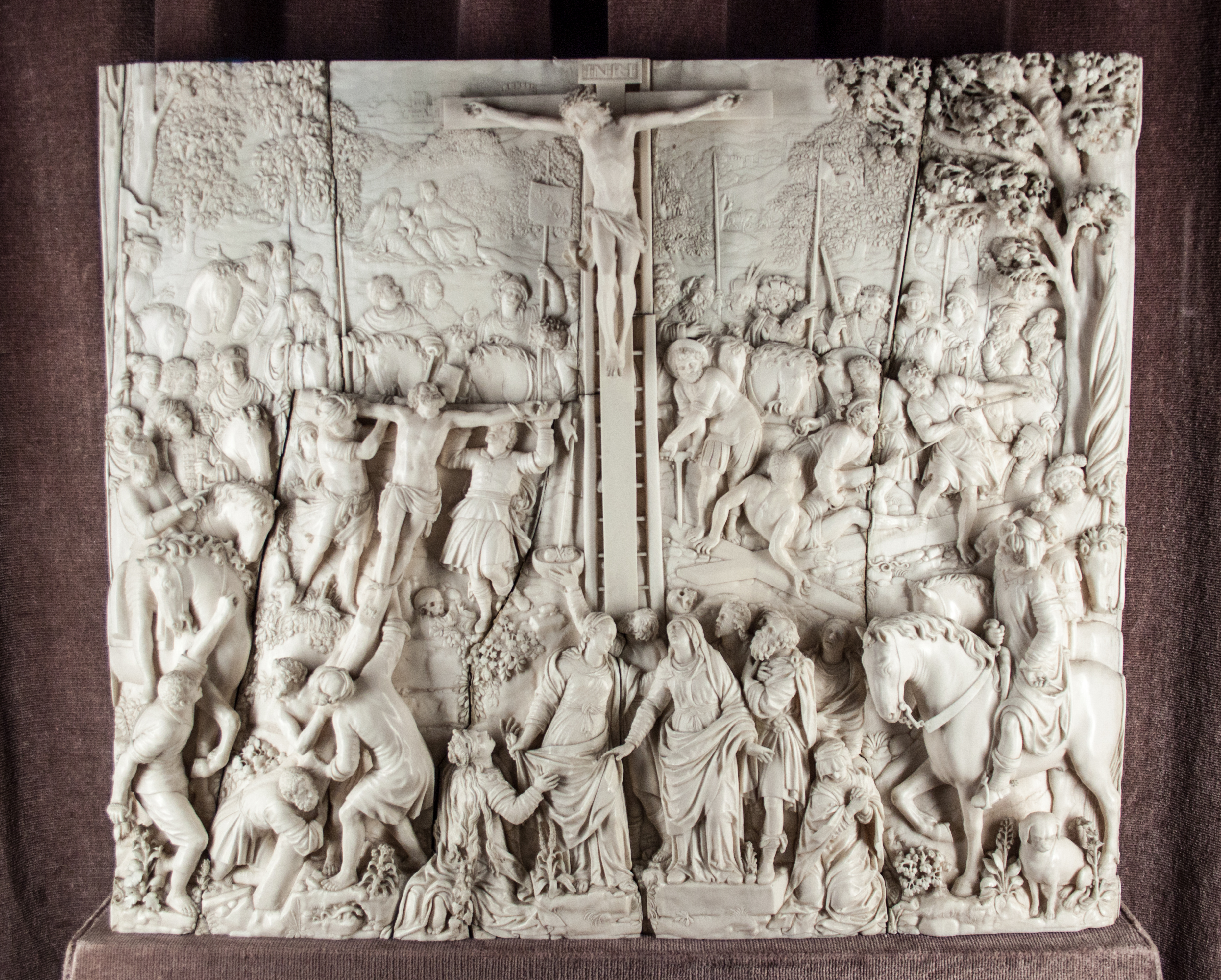
Kreuzigung, Elfenbeinrelief, 1631, München, Schatzkammer der Residenz

Christof Angermair (auch Christoph Angermair; * nach 1580 in Weilheim; † Juni 1633 in München) war ein deutscher Bildhauer und Elfenbeinschnitzer.

## Leben
Der heute wenig bekannte Christof Angermaier war einer der bedeutendsten Künstler der Zeit Maximilians I. von Bayern. Er entstammte einer Familie von Goldschmieden in Weilheim, das am Ausgang des 16. Jahrhunderts ein bedeutendes künstlerisches Zentrum in Süddeutschland war. Etwa seit 1600 in München ansässig, findet sich Angermair schon bald im Umkreis wichtiger Künstler am Hofe, etwa Friedrich Sustris, Hubert Gerhard oder Hans Krumper. 1618 Hofdrechsler, fertigte er in den folgenden Jahren bedeutende Elfenbeinschnitzereien, wie den um 1625/28 vollendeten Münzschrein für Maximilian I. Es entstand eine Vielzahl weiterer Kleinplastiken und auch Holzbildwerke für Kirchen in München und Umgebung. Zeitweise war Angermair einer der reichsten Bürger der Stadt. 1632 bat er überraschend um seine Entlassung aus den Hofdiensten und starb bereits im Folgejahr, vielleicht als ein Opfer der Pest.